# Caribbean Princess
Die Caribbean Princess (dt. Karibikprinzessin) ist ein Post-Panamax-Kreuzfahrtschiff der amerikanischen Reederei Princess Cruises und das Typschiff der Caribbean-Klasse.

## Geschichte
Die Caribbean Princess entstand auf der italienischen Werft Fincantieri und wurde am 20. März 2004 abgeliefert. Die Schiffstaufe wurde am 2. April 2004 von der Schauspielerin Jill Whelan in Fort Lauderdale vollzogen. Am 3. April 2004 lief das Schiff zur Jungfernfahrt aus.

### Zwischenfall 2012
Während einer Kreuzfahrt in der Südostkaribik Mitte März 2012 fiel der Antriebsmotor des Backbordpropellers aus und das Schiff musste nach San Juan (Puerto Rico) zurückkehren. Da die erforderlichen Reparaturarbeiten nicht während der Fahrt durchgeführt werden konnten, wurden zwei weitere Kreuzfahrten abgesagt. Den betroffenen Passagieren wurde eine Entschädigung angeboten.

## Daten
Die Caribbean Princess ist das  Typschiff der Caribbean-Klasse (auch Super-Grand-Klasse genannt), die eine Weiterentwicklung der Grand-Klasse darstellt. Bei identischer technischer Ausstattung wurde das Raumangebot durch ein zusätzliches Passagierdeck (Riviera-Deck) erweitert. Dessen Aufbauten wurden aus Aluminium gefertigt, um den Schwerpunkt des Schiffes möglichst niedrig zu halten. Durch die Erweiterung konnten ca. 200 weitere Passagierkabinen realisiert werden.
Die Caribbean Princess hat eine Kapazität von über 3.142 Passagieren, die auf 15 der 19 Decks untergebracht sind. Sie besitzt 881 Balkonsuiten und ein Deck mit Minisuiten. Das Schiff ist etwas größer als die Schwesterschiffe Star Princess, Golden Princess und Grand Princess, aber kleiner als die neuesten Schiffe der Reederei, die Schiffe der  Royal-Klasse. In der Sommersaison besucht sie ab Southampton Häfen der britischen Inseln sowie in Norwegen.
Im Winter fährt sie ab Fort Lauderdale in die Karibik.
Für die großen Kreuzfahrtschiffe der Princess Cruises gilt der Leitspruch „Big Ship Choice, Small Ship Feel“. Die Reederei möchte also, dass die Kunden sich wie auf einem kleinen Schiff fühlen, obwohl sie sich auf einem großen Kreuzfahrtschiff befinden. Der Service soll persönlich gehalten werden und auch die Einrichtung des Schiffes spiegelt diesen Leitspruch wider. Viele große Räume des Schiffes wie z. B. die Restaurants wurden umgebaut und in kleine Cafés und Bars umgewandelt.